# Commodore VIC-20
A Commodore VIC-20 (Németországban: VC-20, Japánban: VIC-1001) a Commodore International által MOS 6502 CPU-val gyártott 8-bites mikroszámítógép, amit 1980 januárjában megrendezett CES-en jelentett be Jack Tramiel, mint a Commodore PET utódát. A gyártás ugyanez év júniusában kezdődött meg. A névadó Video Interface Chip (VIC) már két évvel korábbról rendelkezésre állt és eredetileg nem saját számítógépes rendszereikbe szánták, eladásai azonban szerények voltak, így a Commodore mérnökei végül saját gépet terveztek köré. A VIC-20 projektért a Commodore-on belül Michael Tomczyk elnöki tanácsadó felelt, akit ezért hamarosan "VIC Czar" névvel kezdtek illetni. A VIC-20 volt az első olyan személyi számítógép melyet milliós nagyságrendben adtak el. Német nyelvterületen a VIC megjelölést azért cserélték VC-re, mert máskülönben nagyon áthallásos volt egy trágár kifejezéssel.

## Története
A VIC-20-ast jóval gazdaságosabbra tervezték, mint elődjét, a PET-et. Ugyanúgy 5 KB statikus RAM-mal és ugyanazzal a MOS 6502-es processzorral szerelték, videochipje pedig új tervezésű volt, mely a VIC nevet kapta. Ezt 1977-ben tervezte Al Charpentier, eredetileg olcsó terminálokba vagy játékkonzolokba, de a Commodore nem talált piacot neki.
1979-ben megjelent az Apple II-esre a VisiCalc nevű táblázatkezelő program, Jack Tramiel pedig valami olyan terméket szeretett volna látni, ami tud hasonlót futtatni, éspedig azzal, hogy 1980 januárjára készen kell lennie, ugyanis be kellett valamit mutatni a soron következő CES-en. Ennek érdekében Chuck Peddle és Bill Seiler elkezdtek dolgozni egy TOI (The Other Intellect) kódnevű gépen. Ez a projekt hamvába holt, főként azért, mert 80 soros megjelenítésre lett volna képes, amihez a 6502-es helyett a 6564-es chipet kellett volna használni, ami viszont sok, és drága statikus RAM-mal működött volna együtt elég gyorsan.
Közben a Commodore érdekeltségébe tartozó MOS Technology cégnél Robert Yannes egy MicroPET fantázianevű gépet állított össze, amiből Al Charpentier és Charles Winterble segítségével elkészült a prototípus is. Tramiel, miután megtekintette, úgy döntött, hogy ezt kell sorozatgyártásra alkalmassá tenni, és nem a TOI-t.
A nyolcvanas évek elején a számítógépes hardverek ára csökkenni kezdett, Tramiel pedig úgy vélte, lehet keresnivalójuk az olcsó gépek piacán, amiket lehetne áruházakban is értékesíteni, nemcsak szaküzletekben. Ily módon nem is annyira a profik, hanem sokkal inkább a lelkes kezdők számára biztosítanának megfelelő hardvert. Ebben a kategóriában a TRS-80 elég népszerű volt már, 1980-ban pedig színes változatban is lehetett már kapni, ami cartridge bővítőkártyákkal volt működtethető és könnyűszerrel a televízióhoz lehetett csatlakoztatni.
A prototípusban még meglehetősen kevés funkció volt, ami egy igazi számítógépre emlékeztette volna, így Robert Russellnek kellett összefognia és tökéletesítenie a projektet, Vixen kódnéven. Ekkor került a gépbe a kernel (amit a gépkönyv következetesen Kernalnak nevezett, így ez került át a köztudatba itt és a C64-es esetében is) és a BASIC, a jellegzetes PETSCII karakterkészlet, az Atari joystickeket is kezelni képes joystick port, és egy ROM bővítő port. Ekkor került be az IEEE-488-as Commodore soros busz is (CBM-488), ami olcsóbb volt, kompaktabb mérete miatt kisebb eszközöket igényelt, és megfelelt az FCC által az elektronikus eszközökre újonnan előírt szigorú szabályoknak is.
A VIC-20 fejlesztőcsapat vezetője csakhamar Michael Tomczyk lett, mint termékmenedzser. Tomczyk ötlete volt a teljes méretű és értékű billentyűzet, a programozható funkcióbillentyűk, és a beépített RS-232 interfész. Abban az időben a Commodore raktáraiban rengeteg 1 kbit x 4-es SRAM chip hevert, így Tramiel előírta, hogy ezeket is fel kell használni. Az eredmény így közelebb került a PET-hez és a TOI-hoz, mint Yannes eredeti elképzelése, a 22 soros megjelenítésre képes VIC chipet leszámítva. A kevés memóriamennyiség miatt a 4.0-ás BASIC helyett a korábbi, 2.0-ás változatot kapta meg a gép, amely a PET-ben is dolgozott, és korlátozottabb képességekkel is bírt.
A riválisokkal, jelesül a TRS-80-nal és az Apple II-vel szemben, amelyek csak RF videókimenettel rendelkeztek, a VIC-20 kompozit kimenetet kapott, aminek élesebb, tisztább képe volt egy megfelelő monitor használatával. Ahhoz, hogy tévére lehessen kötni, egy külső RF modulátorra volt szükség, amit szintén az FCC szabályok miatt nem építhettek be a gépbe (a Commodore sikerrel lobbizott ennek érdekében, és a Commodore 64-be már bekerült az RF modulátor)
1980 áprilisában egy londoni találkozón Tramiel közölte a vezetőséggel, hogy egy olcsó színes gépet akar. Miközben a legtöbben Peddle szofisztikált dizájnja, a TOI mellett kardoskodtak, Tramiel a feltörekvő japán gyártókkal szembeni felkészültségre hivatkozott – itt is megmutatva filozófiáját, hogy a tömegeknek és nem kiváltságosoknak építik a gépeket (for masses, not the classes). Ezt végül a legtöbben elfogadták, Peddle azonban nem értett egyet a döntéssel és több mérnökkel együtt távozott. Így egy japán mérnökcsapattal kellett befejezni a munkát – ennek köszönhető, hogy a gép, mint VIC-1001, először Japánban jelent meg.
Visszatérve Kaliforniába Tomczyk egy 30 oldalas összefoglalót készített arról, hogy milyennek kell lennie a gépnek. Ezek közt az ötletek közt volt a programozható funkciógombok ötlete (melyet a japán gépeken látott), a teljes értékű billentyűzet és az RS-232 soros port támogatás. A gép árát 300 dollárban határozta meg, és hogy barátságos masina látszatát keltse, külön tervezőcsapattal készíttette el a dobozt és a gépkönyvet, valamint intézte, hogy a megjelenéskor megfelelő mennyiségű szoftver álljon rendelkezésre.
A gépet az eredeti terveknek megfelelően áruházakban is lehetett kapni, amivel közvetlen kihívója lett a játékkonzoloknak. Tévében is reklámozták, amihez felkérték William Shatnert is, hogy szerepeljen a kisfilmjükben, továbbá Henry Morgan televíziós személyiség lett a reklámok alatt a kommentátor.
Arról, hogy mit is jelent a gép nevében a 20-as szám, megoszlanak a vélemények. Egyesek szerint a megjelenített képsorok számát (igaz, ez a valóságban 22), vagy a rendszer ROM-ok méretének összeadott számát. Robert Yannes szerint valójában semmit nem jelent, a 20-as valójában egy barátságos szám, ami segített ellensúlyozni a VIC szót, ami úgy hangzik, mintha egy teherautósofőr neve lenne.
1981-re elkészült a VICModem névre hallgató cartridge bővítőeszköz is, mindössze száz dollárárt volt kapható, és alkalmassá tette a gépet arra, hogy csatlakozzon a kezdetleges világhálóhoz.
Az első, 1980-as modellek még a PET-re emlékeztető, vaskos feliratú billentyűzetet kapták meg, a későbbiek pedig már a Commodore 64-esre emlékeztető házba kerültek. Maga a C64 is ettől a géptől örökölt sok mindent, főként a külsőségeiben. Nagyon jól fogyott a készülék, az első volt, amelyből több mint egymillió darabot adtak el, és összesen 2,5 millió készült. 1982-ben aztán megjelent az utód, a sokkal fejlettebb Commodore 64, így a VIC-20-asnak szép lassan leáldozott. Az utolsó időkben már 100 dollár alatt is meg lehetett kapni egy-egy példányt. A gyártást 1985 januárjában fejezték be, de még 1986 elején is megjelent hozzá egy beszédszintetizátor.

## Technikai specifikációk

Az indítóképernyő

A VIC-20 5 KB RAM-mal rendelkezett, ebből 1,5 KB fenn volt tartva a videochipnek, a BASIC-nek és a Kernalnak. Így aztán összesen 3583 bájt maradt szabadon, ami igen kevés volt már akkoriban is. Szerencsére a gép különféle eszközökkel tovább volt bővíthető, például bővítőkártyákkal, vagy Datassette kazettás adatrögzítő magnóval. A hozzá készült lemezmeghajtó, a 1540-es csak kicsivel később, 1981-ben lett elérhető. Volt rajta még egy Atari joystick port, teljes Atari-kompatibilitással, egy soros CBM-488 busz, amelyen keresztül láncba lehetett kötni a lemezmeghajtókat és a nyomtatókat. Ezen kívül volt még egy sokoldalúan felhasználható user port, amellyel akár más eszközök is vezérelhetőek voltak.
Játékok, szoftverek, illetve plusz memória beépítéséhez rendelkezésre állt ROM cartridge bővítőport. Egy speciális eszköz segítségével egyszerre több bővítőport is rendelkezésre állhatott. Ezek mérete 4-16 kilobájt körüli volt, bár a nagyobbakat drágaságuk miatt nem igazán gyártották.
A VIC chip grafikai lehetőségei korlátozottak, de rugalmasak voltak. Indításkor 176x184 pixelt tudott megjeleníteni, a képernyő szélein fix szegéllyel. A 4:3-as televíziós képarány miatt a pixelek szélesebbek voltak, mint magasabbak. A kijelző általában 22 sorból és 23 oszlopból állt, mindegyikben 8x8-as méretű karakterekkel. Két különböző, 256 karakterből álló szett került a gépbe, az egyik nagybetűs-grafikus, a másik nagybetűs-kisbetűs. A gép többszínű üzemmódban 4x8-as karaktereket használt, és mindegyikükben 3 különböző színt lehetett használni a kettő helyett, de mivel ez rettenetesen szögletes eredményt produkált, ezért nemigen használták.
A VIC chip nem támogatta a valódi bitmap módot, programozással viszont egyedi karakterkészletet lehetett készíteni, ami helyettesítette ezt. Super Expander bővítővel a gép 160x160-as képek megjelenítésére is képes volt grafikus üzemmódban. A képet a VIC-20 kompozit kimenettel továbbította a képernyő felé (Luma, Chroma, Sync elnevezésű kábelekkel), ami forradalmi volt.
A gép hangok terén nem tudott sokat: háromcsatornás hullámgenerátora volt egy fehérzaj-keltővel, három oktávos hangterjedelemben, monó hangzással.
A RAM cartridge segítségével bővíthető volt: 3, 8, 16, 32 és 64 KB-os kártyákkal (utóbbi kettőt csak nemhivatalosan lehetett kapni). A VIC-20-as, a C64-gyel ellentétben statikus (SRAM) RAM-mal működött.
A PET-tel ellentétben a VIC-20-asnak nem volt gépkódfigyelője, azt a Commodore külön tudta biztosítani.

## Fordítás
- Ez a szócikk részben vagy egészben  a   Commodore VIC-20 című angol Wikipédia-szócikk fordításán alapul.  Az eredeti cikk szerkesztőit annak laptörténete sorolja fel. Ez a jelzés csupán a megfogalmazás eredetét és a szerzői jogokat jelzi, nem szolgál a cikkben szereplő információk forrásmegjelöléseként.